# Circonscription Outre-Mer
La circonscription Outre-Mer était une circonscription électorale française pour les élections européennes. Créée en 2003, elle est composée des régions et territoires de la France d'outre-mer et comptait 1 435 978 électeurs inscrits en 2009. La circonscription Outre-Mer élit trois députés au Parlement européen. Sa suppression pour les élections de mai 2019 entraîne une polémique sur la représentation ultramarine.

## Sections
Depuis les élections de 2009, la circonscription est divisée en trois sections :
- Section Atlantique : Guadeloupe, Guyane, Martinique, Saint-Barthélemy, Saint-Martin, Saint-Pierre-et-Miquelon ;
- Section océan Indien : Mayotte, La Réunion ;
- Section Pacifique : Nouvelle-Calédonie, Polynésie française, Wallis-et-Futuna

Les sièges attribués dans la circonscription entre les listes sont répartis entre chaque section afin d'éviter le cas des élections de 2004 où les trois députés élus étaient de La Réunion, la collectivité la plus peuplée.

## Députés élus en 2004
(en 2004, la circonscription n'était pas subdivisée en sections)
| Parti | Nom                 | Groupe au Parlement |
| ----- | ------------------- | ------------------- |
| PS    | Jean-Claude Fruteau | PSE                 |
| UMP   | Margie Sudre        | PPE-DE              |
| PCR   | Paul Vergès         | GUE/NGL             |

Au mois de mai 2009, juste avant la fin de la législature, étaient députées européennes :
1. Madeleine de Grandmaison, groupe confédéral de la Gauche unitaire européenne/Gauche verte nordique
2. Catherine Néris, groupe socialiste au Parlement européen
3. Margie Sudre, groupe du Parti populaire européen (Démocrates-chrétiens) et des Démocrates européens

## Élections européennes de 2009

### Résultats
11 listes ont été déposées, les résultats sont les suivants :
|                | Nombre    | % Inscrits | % Votants |
| -------------- | --------- | ---------- | --------- |
| Inscrits       | 1 635 705 | 100,00     |           |
| Abstentions    | 1 260 081 | 77,04      |           |
| Votants        | 375 624   | 22,96      |           |
| Blancs ou nuls | 27 828    | 1,70       | 7,41      |
| Exprimés       | 347 796   | 21,26      | 92,59     |

| Liste conduite par      | Parti                                       | Voix    | % exprimés | Sièges |
| ----------------------- | ------------------------------------------- | ------- | ---------- | ------ |
| Marie-Luce Penchard     | Majorité présidentielle                     | 103 247 | 29,69      | 1      |
| Élie Hoarau             | Alliance des outre-mers                     | 73 110  | 21,02      | 1      |
| Ericka Bareigts         | Parti socialiste                            | 70 514  | 20,27      | 1      |
| Harry Durimel           | Europe Écologie                             | 56 502  | 16,25      | 0      |
| Gino Ponin-Ballom       | Mouvement démocrate                         | 32 322  | 9,29       | 0      |
| Erika Kuttner-Perreau   | Libertas                                    | 10 015  | 2,88       | 0      |
| Jacques Étienne         | Europe Démocratie Espéranto                 | 1 537   | 0,44       | 0      |
| Daniel Mugerin          | Centre national des indépendants et paysans | 225     | 0,06       | 0      |
| Grégoire Andriantsalama | Alliance royale                             | 127     | 0,04       | 0      |
| Annie Marciniak         | Rassemblement pour l'initiative citoyenne   | 102     | 0,03       | 0      |
| Amandine Dalmasso       | Alliance écologique indépendante            | 95      | 0,03       | 0      |

### Élus
Les députés élus sur les trois listes arrivées en tête ne correspondent pas forcément aux trois têtes de listes en raison du mode particulier de répartition des sièges par section. L'ordre est celui officiel du ministère de l'Intérieur, fonction de l'attribution des sièges :
| Section           | Parti                  | Nom              | Groupe au Parlement |
| ----------------- | ---------------------- | ---------------- | ------------------- |
| Océan Indien (02) | Alliance des Outremers | Younous Omarjee  | GUE/NGL             |
| Atlantique (01)   | PS                     | Patrice Tirolien | PSE                 |
| Pacifique (03)    | Le Rassemblement-UMP   | Maurice Ponga    | PPE                 |

## Élections européennes de 2014
19 listes ont été déposées.

### Élus
| Section           | Parti                  | Nom                   | Groupe au Parlement |
| ----------------- | ---------------------- | --------------------- | ------------------- |
| Océan Indien (02) | Alliance des Outremers | Younous Omarjee       | GUE/NGL             |
| Atlantique (01)   | PS                     | Louis-Joseph Manscour | PSE                 |
| Pacifique (03)    | Le Rassemblement-UMP   | Maurice Ponga         | PPE                 |